# 5332 Davidaguilar
Az 5332 Davidaguilar (ideiglenes jelöléssel 1990 DA) egy földközeli kisbolygó. A. Sugie fedezte fel 1990. február 16-án.